# Катастрофа с „Илюшин Ил-76“ на съветските ВВС през 1988 г.
На 11 декември 1988 г. самолет „Илюшин Ил-76M“ на Съветските ВВС излита от международното летище „Баку-Бина“, Баку, Азербайджанска съветска социалистическа република, до летище „Ленинакан“, Ленинакан, Арменска съветска социалистическа република, Съюз на съветските социалистически републики, натоварен с хуманитарна помощ след земетресението на 7 декември в Спитак. Машината транспортира военен персонал и оборудване за подпомагане на дейности след природното бедствие.
Самолетът навлиза във въздушното пространство около летище „Ленинакан“ и започва да се спуска от 5300 м, според инструкциите на ръководителите на полети, но се удря в склон на планина, което причинява смъртта на всички 9 души от екипажа и 68 от 69 пътници на борда. Един пътник оцелява при катастрофата, защото по това време спи в камион КАМАЗ, натоварен с матраци в задната част на самолета.
Ден след катастрофата, арменски говорител заявява, че самолетът се разбива след сблъсък с хеликоптер, докато се приближава към летището, но информационните агенции оспорват това. Съществуват и спекулации, че е свален от арменци. Въпреки това като причина е посочена умората на екипажа, който не получава достатъчно почивка след извършването на множество полети с хуманитарна помощ предишния ден.